# Matteo Malucelli (kolarz)
Matteo Malucelli (ur. 20 października 1993 w Forlì) – włoski kolarz szosowy.

## Osiągnięcia
Opracowano na podstawie:

2015
- 3. miejsce w Circuito del Porto
- 1. miejsce na 3. etapie Rás Tailteann
- 1. miejsce na 10. etapie Volta a Portugal

2016
- 1. miejsce w klasyfikacji punktowej Tour du Maroc
  - 1. miejsce na 3., 4. i 6. etapie
- 1. miejsce na 1. etapie Okolo Slovenska

2017
- 1. miejsce w klasyfikacji punktowej Tour of Bihor
  - 1. miejsce na 1. i 3. etapie
- 1. miejsce na 2. etapie Okolo Slovenska

2018
- 1. miejsce na 1. i 3. etapie Vuelta al Táchira
- 1. miejsce na 2. etapie Tour de Bretagne
- 1. miejsce na 2. etapie Vuelta a Aragón
- 1. miejsce na 1. etapie Tour of Bihor
- 1. miejsce na 1. etapie Vuelta a Venezuela
- 1. miejsce na 1. etapie Tour of China I

2019
- 1. miejsce w klasyfikacji punktowej Tour Poitou-Charentes en Nouvelle-Aquitaine

2021
- 1. miejsce na 1. etapie Vuelta al Táchira

2022
- 1. miejsce na 1. etapie Tour of Antalya
- 1. miejsce na 1. etapie Giro di Sicilia

## Rankingi
| Rok              | 2015 | 2016  | 2017 | 2018 | 2019  | 2020 | 2021  | 2022  | 2023 | 2024 |
| ---------------- | ---- | ----- | ---- | ---- | ----- | ---- | ----- | ----- | ---- | ---- |
| World Ranking    |      | 1021. | 874. | 719. | 1326. | -    | 1151. | 1139. | 527. | 420. |
| UCI Europe Tour  | 275. | 972.  | 623. | 787. | 913.  | -    | 852.  | 807.  | -    | -    |
| UCI Asia Tour    | -    | -     | 389. | 260. |       |      |       |       |      |      |
| UCI America Tour | -    | -     | 329. | 159. |       |      |       |       |      |      |
| UCI Africa Tour  | -    | 106.  | -    | -    |       |      |       |       |      |      |
|                  |      |       |      |      |       |      |       |       |      |      |
| Źródło: UCI      |      |       |      |      |       |      |       |       |      |      |